# إنديا آيسلي
إنديا آيسلي (بالإنجليزية: India Eisley)‏ هي ممثلة أمريكية ولدت في يوم 29 أكتوبر 1993 في مدينة لوس أنجلوس في الولايات المتحدة، إنديا هي ابنة الموسيقي ديفيد آيسلي والممثلة الإنجليزية الأرجنتينية أوليفيا هوسي وحفيدة الممثل أنتوني آيسلي، بدأت التمثيل في سنة 2003، وقد إشتهرت بتمثيلها في مسلسل الحياة السرية لمراهقة أمريكية في سنة 2008، في 2012 مثلت في فيلم العالم السفلي: الصحوة وثم مثلت في فيلم كايت في سنة 2014 وثم مثلت في الفيلم التلفزيوني حولتي أودرينا.

## روابط خارجية
- إنديا آيسلي على موقع IMDb (الإنجليزية)
- إنديا آيسلي على موقع ألو سيني (الفرنسية)
- إنديا آيسلي على موقع أول موفي (الإنجليزية)
- إنديا آيسلي على موقع قاعدة بيانات الأفلام السويدية (السويدية)
- إنديا آيسلي على موقع ديسكوغز (الإنجليزية)
- إنديا آيسلي على موقع قاعدة بيانات الفيلم (الإنجليزية)
- إنديا آيسلي على موقع كينوبويسك (الروسية)